# Cèl·lula vegetal

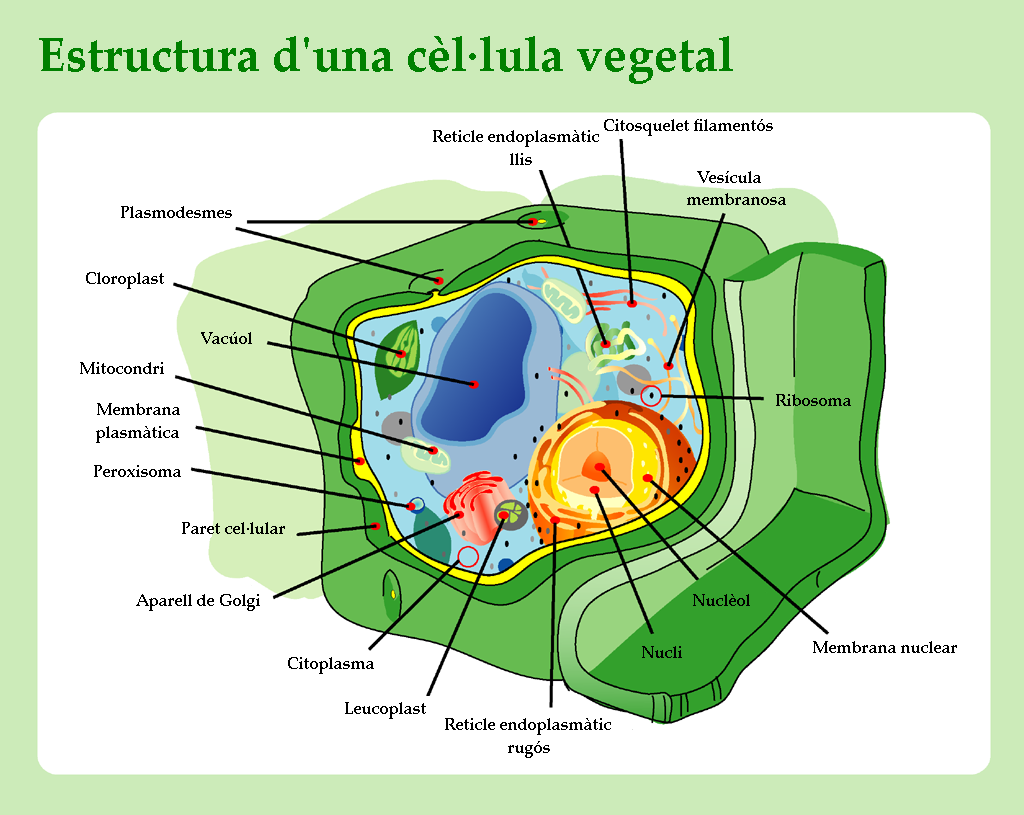
Estructura d'una cèl·lula vegetal

La cèl·lula vegetal és la unitat elemental que constitueix qualsevol organisme vegetal, i comprèn generalment un nucli cel·lular envoltat d'un citoplasma, diversos orgànuls o plasts, i tot protegit per una membrana cel·lular.

## Característiques distintives
Les cèl·lules vegetals són molt diferents de les cèl·lules dels organismes que pertanyen als altres eucariotes. Els principals caràcters distintius són:
- Un gran vacúol central, envoltat d'una membrana (el tonoplast), que manté la turgència de la cèl·lula i controla els intercanvis de molècules entre el citosol i la saba. Aquests vacúols serveixen de galledes de les escombraries a les cèl·lules vegetals, al final de la vida de la cèl·lula, aquests vacúols ocupen el 90% de l'espai cel·lular.
- Una paret pectocel·lulosica feta de cel·lulosa i de proteïnes i, en molts casos, de lignina dipositada pel protoplast fora de la membrana cel·lular. Es diferencia clarament de la paret cel·lular dels bolets, feta de quitina, i dels procariotes, feta de peptidoglicans.
- Els plasmodesmes, als porus de la paret cel·lular, que permet a cada cèl·lula vegetal comunicar amb les cèl·lules adjacents. Aquest sistema és diferent de la xarxa d'hifes present en els bolets.
- Els plastidis, en particular els cloroplasts que contenen la clorofil·la, aquest pigment que dona a les plantes el seu color verd i que intervé en el procés de la fotosíntesi.
- L'absència de centríols que són presents a les cèl·lules animals.

Com les altres cèl·lules eucariotes, les cèl·lules vegetals posseeixen típicament un nucli, que conté l'essència de l'ADN cel·lular, i dels mitocondris, les «fàbriques» de la cèl·lula. Tanmateix, certes parts dels teixits d'una planta viva moren de manera selectiva per ser útils a la planta i no consumir nodriments.

## Tipus de teixit
Les tres principals classes de cèl·lules vegetals es poden diferenciar d'acord amb l'estructura histològica que formen: les arrels, les tiges i les fulles. Totes les plantes tenen aquests tipus de teixits.
Aquests tipus de cèl·lules vegetals són classificats segons l'estructura de la seva paret cel·lular i les característiques dels seus protoplasts. Les plantes tenen una paret cel·lular primària, i de vegades una paret secundària igualment. Aquests dos elements determinen la funció de cada cèl·lula individual.
- Epidermis, l'embolcall extern de la planta.
- Teixit vascular, que assegura el transport dels elements en tota la planta.
- Teixit assimilador, que assegura la fotosíntesi i l'emmagatzematge del midó. El parènquima, parets primàries primes, poden no tenir paret secundària i es poden desenvolupar en els teixits més especialitzats de la planta.
- Teixits de suport:
  - Col·lènquima. Són parets primàries desigualment espesses, reagrupades per assegurar el suport de les parts de la planta en creixement.
  - Esclerènquima. Són parets secundàries espesses, que serveixen de suport a les parts de la planta que no creixen.